# Why (álbum de Chris Durán)
Why é o segundo álbum de estúdio do cantor francês Chris Durán, seu primeiro pela gravadora BMG, lançado em 2001.

## Produção e gravação
As gravações ocorreram em estúdios de Miami, Nova Iorque, Los Angeles e Las Vegas. Para os trabalhos com a produção foi escalado Roberto Livi conhecido produtor que trabalhou com artistas com carreiras internacionais como Roberto Carlos e Sting.
Embora a faixa-título, uma canção em língua inglesa, dê nome ao projeto, o cantor não se desvinculou da sonoridade latina de seu primeiro álbum de estúdio. Várias das canções presentes são de gêneros musicais latinos e/ou cantadas em espanhol. Entre as faixas, há uma composição própria do artista, a canção intitulada "Perfume de Mujer".
Segundo Duran, os livros do escritor Paulo Coelho serviram de referência para que "Why" fosse o disco ideal para consolidar sua carreira. Em entrevista ele ainda afirmou que: "É um disco de canções de amor. De encontros e desencontros. Um álbum com muita esperança. Estou num bom momento".

## Divulgação
Para promovê-lo, uma série de shows foi feita no Brasil. O primeiro show ocorreu no Garden Hall, no Rio de Janeiro, sob a direção de Ignácio Coqueiro e Roger Henri e produção de Juan Marcelo.

### Singles
A primeira música de trabalho foi a faixa-título que segundo o cantor é a melhor música do álbum.
O segundo single escolhido foi o da faixa "Esmeralda" que no álbum aparece tanto em uma versão em espanhol quanto em uma versão em português. De acordo com um comunicado da gravadora BMG, o cantor considera o português a língua mais bela do mundo e por isso decidiu gravar uma faixa em homenagem ao idioma e às fãs brasileiras. A música fez parte da trilha sonora da telenovela mexicana Esmeralda, exibida pelo SBT.

## Recepção crítica
De acordo com o jornal Tribuna da Imprensa, o álbum recebeu boas críticas da imprensa latina.

## Lista de faixas
- Créditos adaptados do encarte do CD Why.[15]

| N.º | Título                            | Compositor(es)              | Duração |  |
| 1.  | "Why"                             | Juan Marcelo / Roberto Livi | 4:03    |  |
| 2.  | "Laberinto"                       | J. Marcelo / R. Livi        | 3:52    |  |
| 3.  | "Dame Amor"                       | J. Marcelo / R. Livi        | 4:19    |  |
| 4.  | "Te Voy a Hacer Mujer"            | J. Marcelo / R. Livi        | 3:57    |  |
| 5.  | "Dónde Vas, Cómo Estás"           | J. Marcelo / R. Livi        | 4:32    |  |
| 6.  | "Consuelo"                        | Juan Eduardo / J. Marcelo   | 3:46    |  |
| 7.  | "Perfume de Mujer"                | C. Durán                    | 4:22    |  |
| 8.  | "A Dónde Voy"                     | Adrian Posse / Kiko Cibrian | 3:54    |  |
| 9.  | "Dime Dónde Voy Sin Ti"           | Julien                      | 3:58    |  |
| 10. | "Esmeralda"                       | A. Posse / J. Marcelo       | 3:16    |  |
| 11. | "Loco Por Ti"                     | J. Marcelo                  | 3:52    |  |
| 12. | "Por Qué"                         | J. Marcelo                  | 4:03    |  |
| 13. | "Esmeralda" (versão em português) | A. Posse                    | 3:24    |  |